# Аширов, Меиржан Жолдасбекович
Меиржан Жолдасбекович Аширов (род. 30 января 1992) — казахстанский борец вольного стиля, призёр чемпионатов Азии.

## Биография
Родился в 1992 году в Жамбылской области.
В 2015 году выиграл Кубок президента Казахстана. В 2016 году выиграл чемпионат мира среди студентов, в том же году стал чемпионом Казахстана в весе до 65 кг. В финале победил Амандыка Бакеева. В 2018 и 2020 годах завоевал бронзовую медаль чемпионата Азии.